# Endothelin 3
Endothelin-3 là một protein mà ở người được mã hóa bởi gen EDN3.
Protein được mã hóa bởi gen này là một thành viên của gia đình endothelin. Nội mạc là các peptid vận mạch có nguồn gốc nội mô liên quan đến một loạt các chức năng sinh học. Dạng hoạt động của protein này là 21 peptid amino acid được chế biến từ protein tiền chất. Các peptid hoạt động là một phối tử cho loại thụ thể endothelin loại B (EDNRB). Sự tương tác của endothelin này với EDNRB là điều cần thiết để phát triển các dòng tế bào có nguồn gốc mào thần kinh, chẳng hạn như melanocytes và tế bào thần kinh ruột. Đột biến trong gen và EDNRB này có liên quan đến bệnh Hirschsprung (HSCR) và hội chứng Waardenburg (WS), là những rối loạn bẩm sinh liên quan đến các tế bào có nguồn gốc mào thần kinh. Bốn biến thể phiên mã ghép xen kẽ mã hóa ba dạng đồng phân riêng biệt đã được quan sát.